# Generazione Low Cost
Generazione Low Cost (Rien à foutre), è un film coproduzione franco-belga del 2021 diretto da Emmanuel Marre e Julie Lecoustre.

## Trama
Dopo la morte della madre in un incidente automobilistico Cassandre abbandona la sua quotidianità e la famiglia, il padre e la sorella, decidendo di diventare assistente di volo per una compagnia low cost.

## Riconoscimenti
- 2023 - Premio César
  - Candidatura migliore attrice a Adèle Exarchopoulos
- 2023 - Premio Magritte
  - Migliore opera prima a Emmanuel Marre e Julie Lecoustre
  - Migliori costumi a Prunelle Rulens
  - Miglior montaggio a Nicolas Rumpl
  - Candidatura a miglior film
  - Candidatura a miglior regista a Emmanuel Marre e Julie Lecoustre
  - Candidatura a migliore sceneggiatura a Emmanuel Marre e Julie Lecoustre
  - Candidatura a migliore attrice non protagonista a Mara Taquin
  - Candidatura a migliore fotografia a Olivier Boonjing
  - Candidatura a migliore scenografia a Anna Falguères